# Schilderessenvereniging ODIS

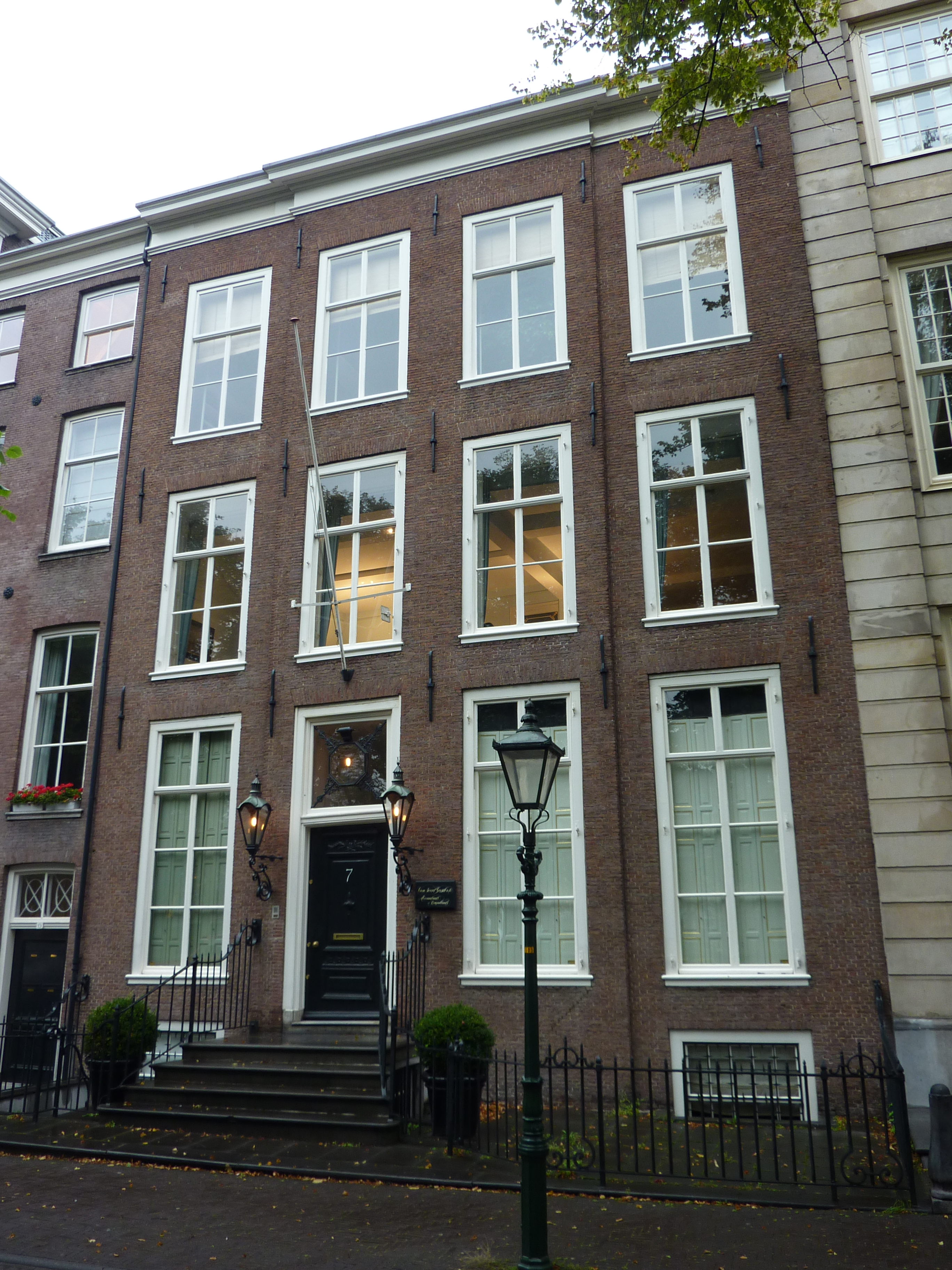
Lange Vijverberg 7, Den Haag

Die Schilderessenvereniging ODIS (auch Ons doel is schoonheid, O.D.I.S. oder Odis) war eine niederländische Malerinnenvereinigung in Den Haag.

## Geschichte
1921 wurde in Den Haag der erste Frauenclub gegründet, nachdem bereits seit längerem Clubs für Männer zum gesellschaftlichen Leben gehörten. Der Frauenclub befand sich in der Lange Vijverberg 7 im „Lyceum, Clubgebäude für Frauen“. Die Räumlichkeiten boten die Möglichkeit, Italienisch zu lernen, eine Partie Billard oder Bridge zu spielen, sich zu unterhalten und zu entspannen. Eine Gruppe von Malerinnen im „Lyceum“ organisierte regelmäßig Ausstellungen von Gemälden, Skulpturen oder Kunsthandwerksprodukten, teils mit Verkauf.

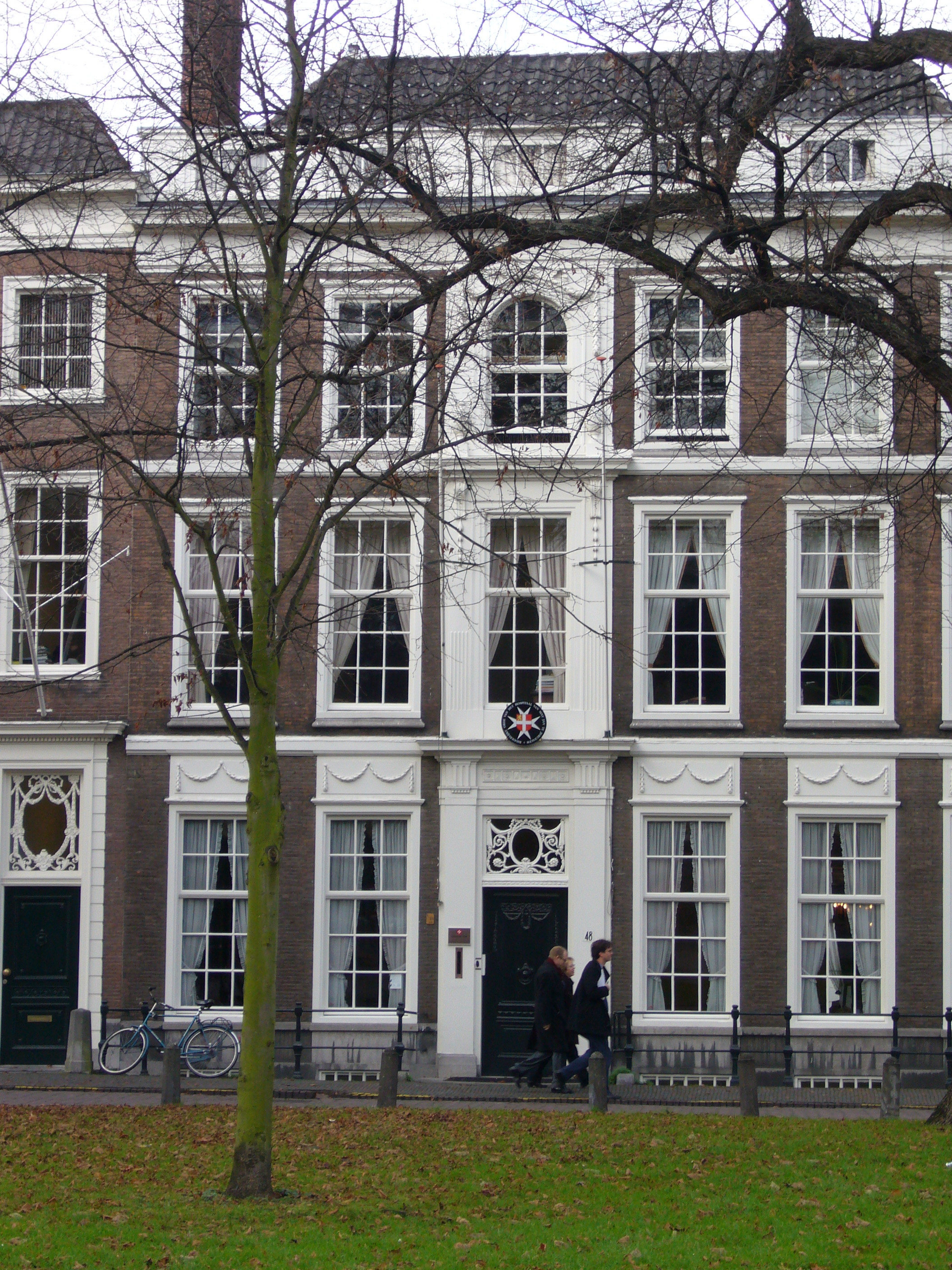
Lange Voorhout 48, Den Haag

Am 19. Mai 1927 löste sich diese Gruppe vom „Lyceum“ und gründete ihren eigenen Malclub „ODIS“. Der Name leitete sich als Akronym von ihrem Motto Ons Doel Is Schoonheid (Unser Ziel ist Schönheit) ab. Ziele waren die Ausübung der bildenden Kunst, des künstlerischen Handwerks und von Kunstgewerbe, die Durchführung von Ausstellungen in diesem Bereich und Kunstverlosungen. Nur Frauen, die in diesen Bereichen tätig waren, wurden nach Abstimmung aufgenommen. Ab 15. November 1932 hielten die Mitglieder von ODIS ihre regelmäßigen Treffen im Damesleesmuseum in der Lange Voorhout 48 ab, wo sie feste Räume nutzen konnten.
ODIS organisierte mehrere Ausstellungen, teilweise auch mit anderen Künstlervereinigungen, wie etwa 1935 zusammen mit der Vereeniging Haagsche Kunstkring in deren Gebäude und ebenso 1939. Ausstellungen fanden auch im Koninklijke Kunstzaal Kleykamp und nach dem Zweiten Weltkrieg hauptsächlich im Museum Panorama Mesdag statt.
Der Verein wurde ungefähr im Jahr 2004 aufgelöst, es wurde jedoch kein Auflösungsbeschluss gefunden. Das Archiv von ODIS wird im Gemeindearchiv Den Haag aufbewahrt.

## Mitglieder (Auswahl)

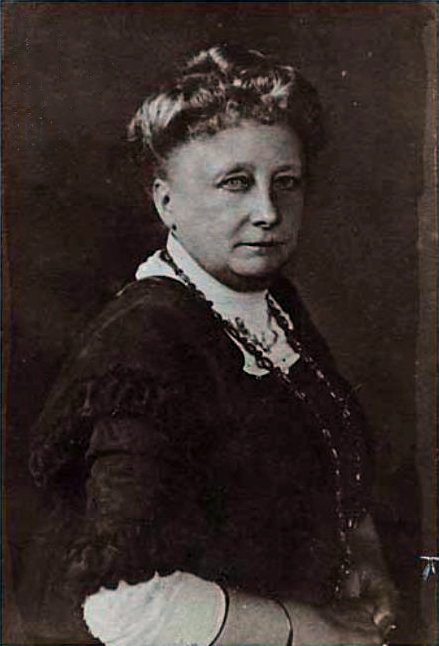
Anna Adelaïde Abrahams
- Lolkje Anema
- Truus Pannekoek-van Bemmel
- Agnes Berck
- Mies Biermasz
- Annie Borst Pauwels
- Alijda Brink
- Hetty Broedelet-Henkes
- Edmée Broers
- Antoinette Brouwer
- Jesse Bruning
- Eline Cremers
- Gerardine Cornelia Coepijn
- Sylvia Corstanje
- Attie Dyserinck
- Lide Doorman
- Jo Drinkwaard
- Petronella Catharina Duitgenius
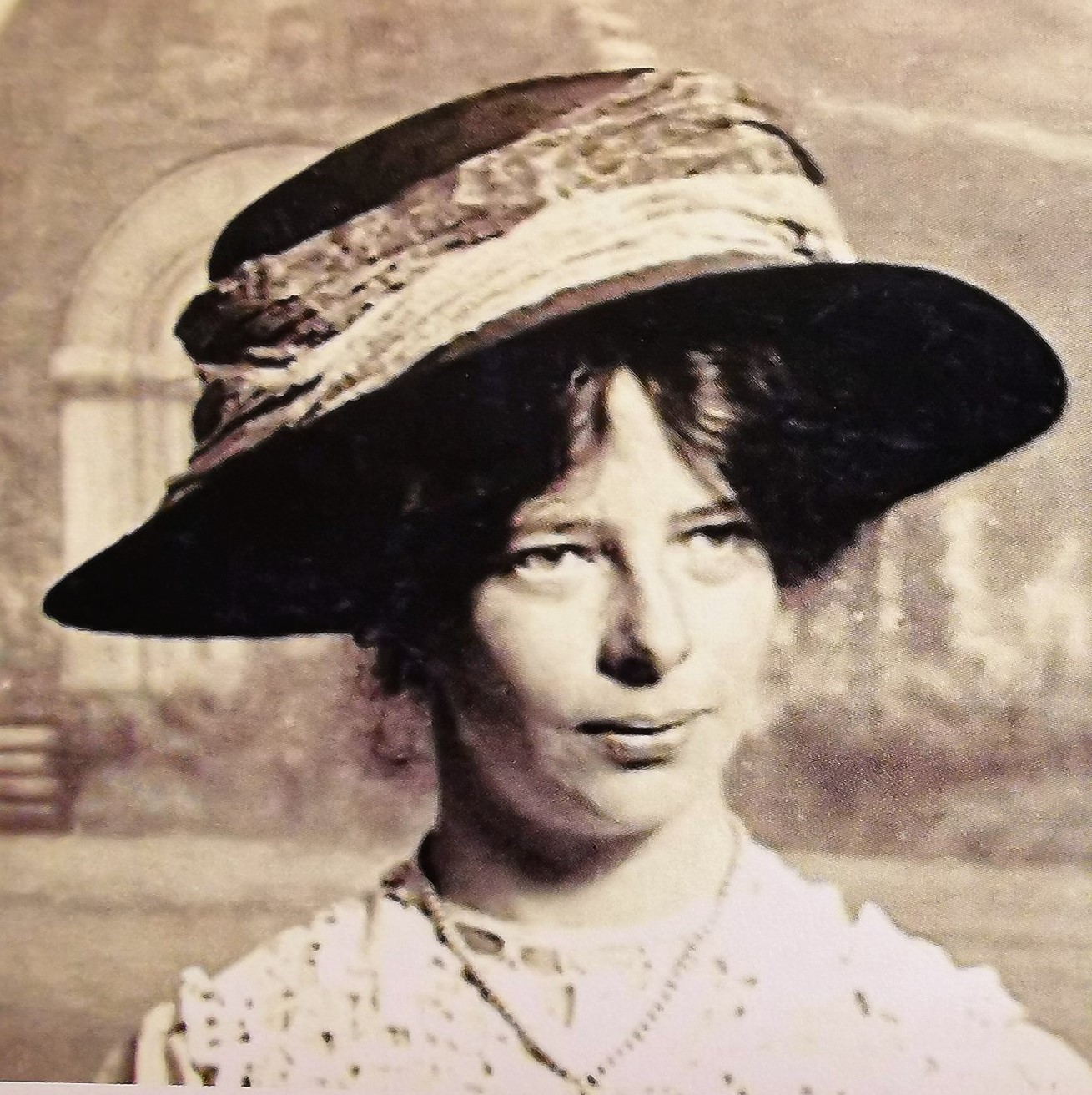
Suze ter Gast-Rosse
- Nelly Goedewaagen
- Jacoba Greven
- A.P.M. Hamerster
- Bertha van Hasselt
- Antoinette van Hoytema
- Anneke van Iperen
- Hortense Kempe
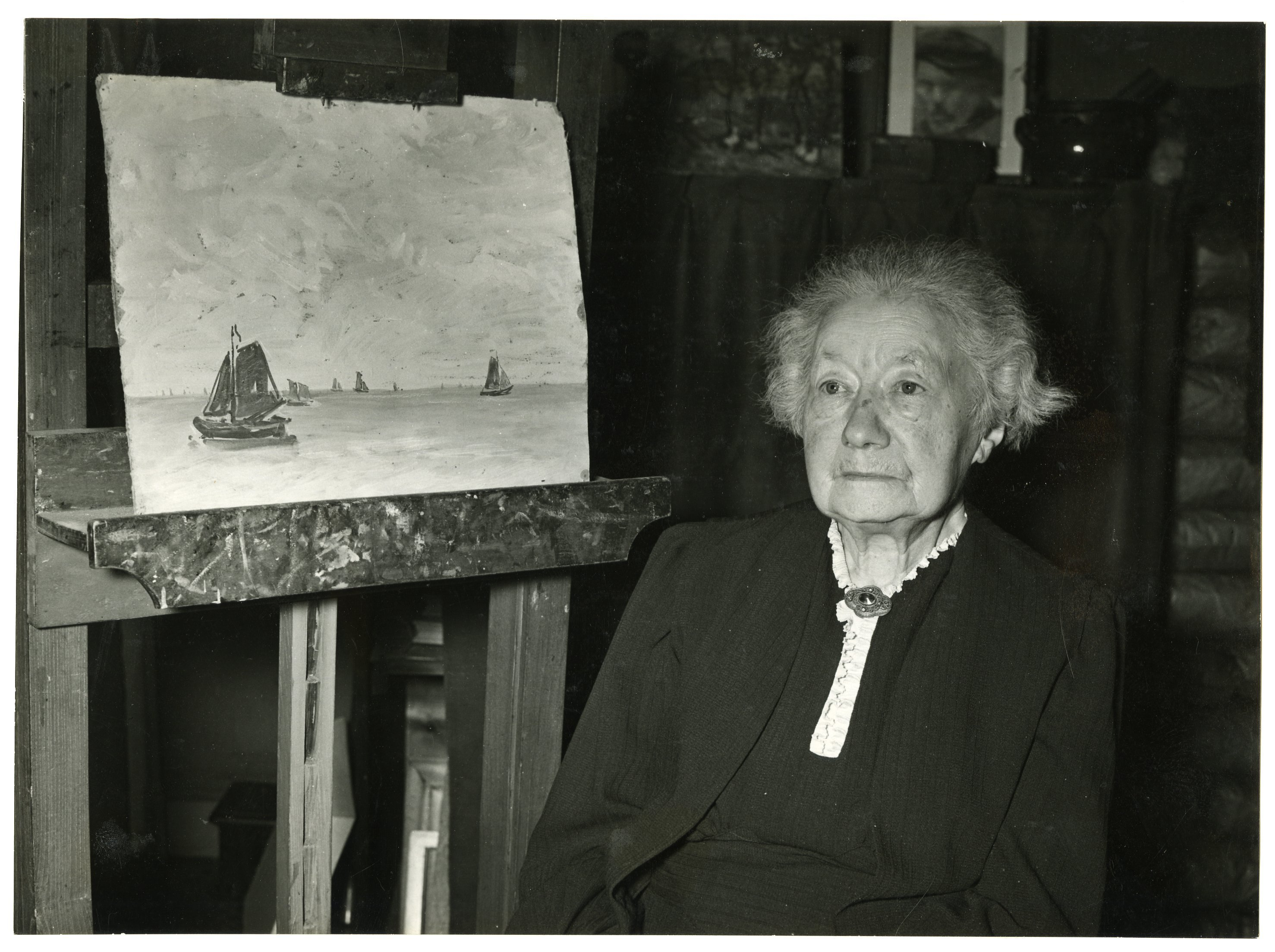
Anna Kerling
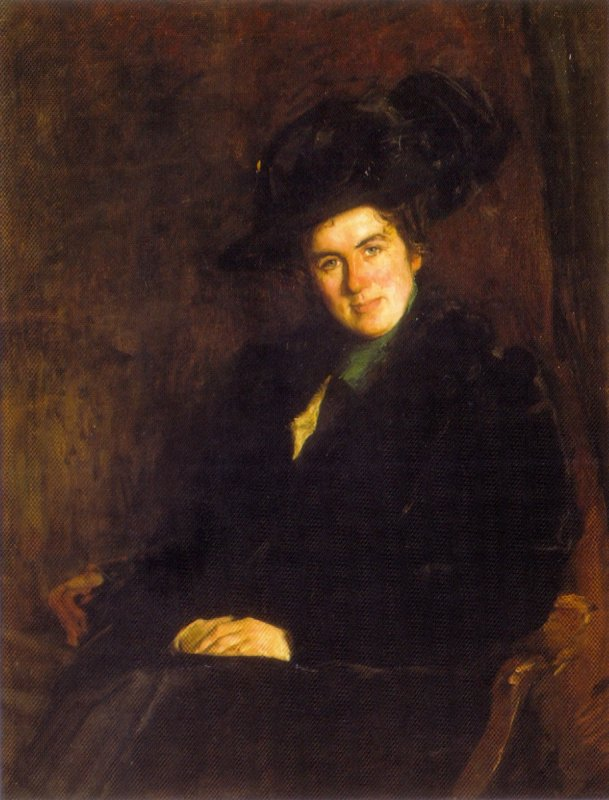
Lide Doorman
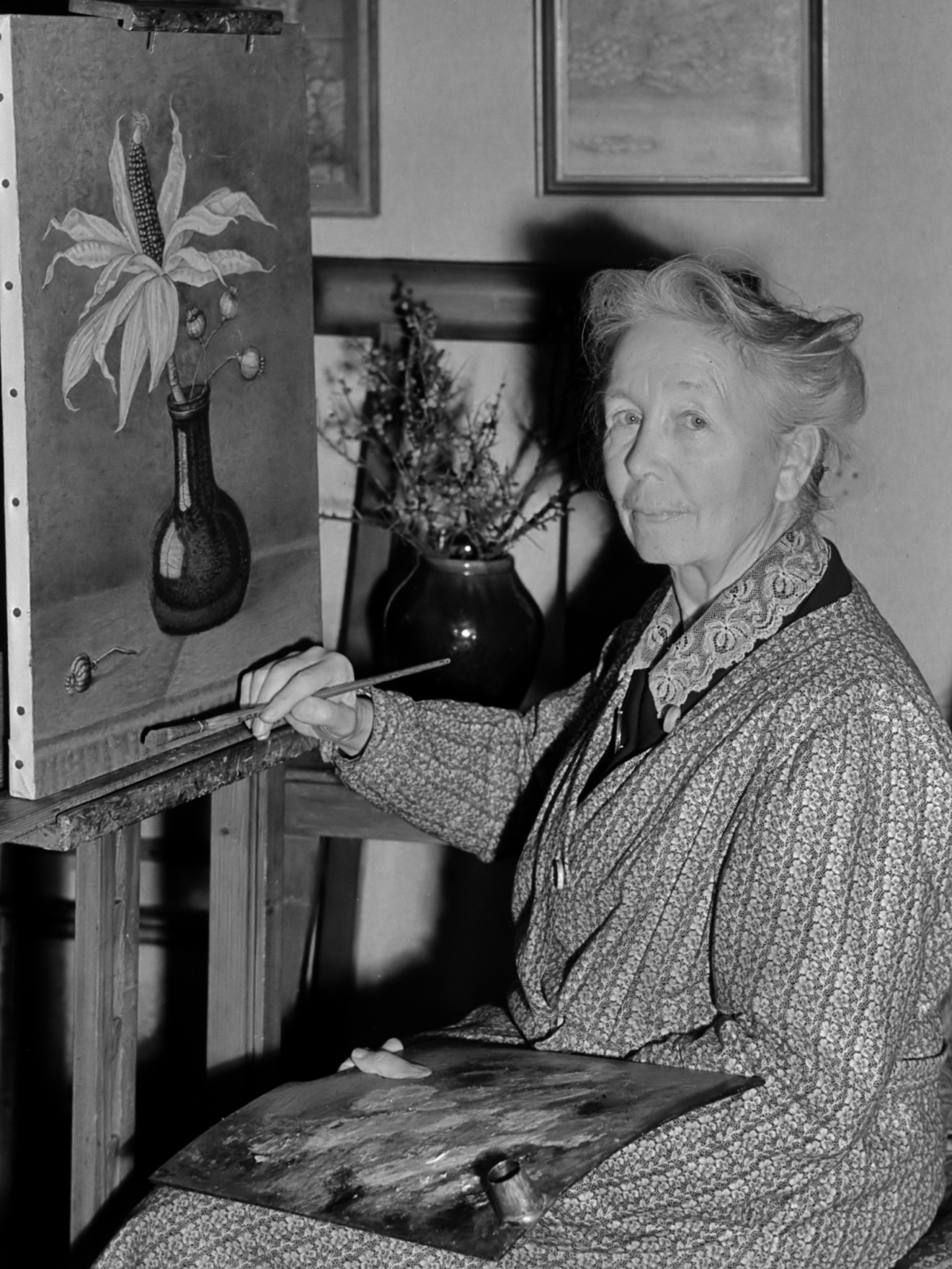
Antoinette van Hoytema
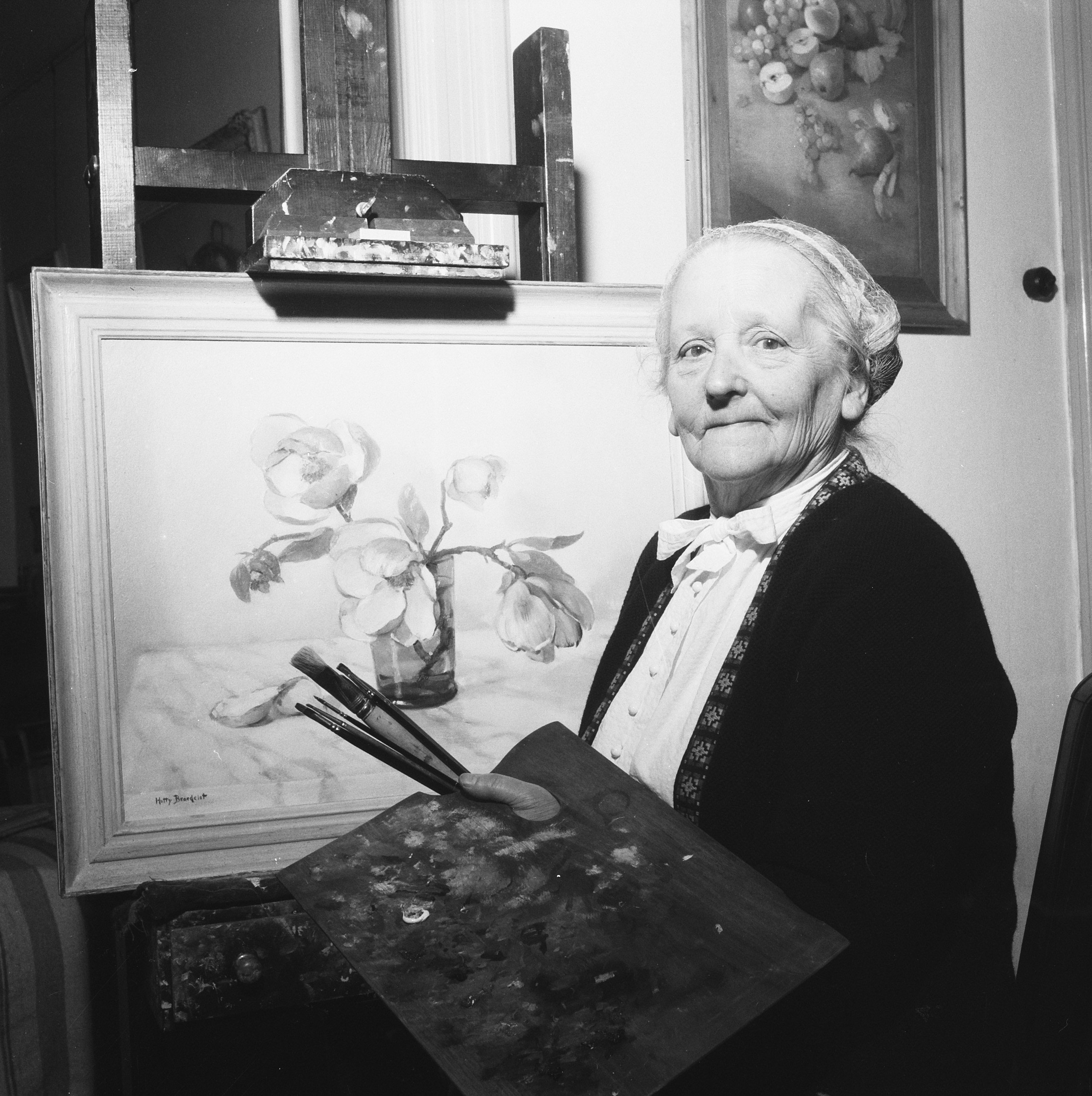
Hetty Broedelet-Henkes

- Lenie Korpershoek
- Maria Henriëtte Kroeze
- Catharina Machielse-Meeuwisse
- A.P. de Man
- Ronnie Meerts-de Leeuw
- Jacqueline Marguerite van Nie
- Elisabeth Obreen
- I.J. ten Oever
- Emma Portheine-Rink
- Anna van Prooijen
- Lize Rose
- Annie van de Ruit
- Hermina Geertruida Sauerbier
- Maria Adriana Sauerbier
- Paula Sluiter
- J. Snuyff
- Rosa Spanjaard
- Louise Stapelveld
- Netty Terwiel
- Mien de Wolff
- Maria Elisabeth de Zaaijer
- Cor de Zwaan[5]

- Anna Adelaïde Abrahams
- Suze ter Gast-Rosse
- Anna Kerling
- Lide Doorman
- Antoinette van Hoytema
- Hetty Broedelet-Henkes